# 요르다니스 보레로
요르다니스 보레로 라모우트(스페인어: Yordanis Borrero Lamuth,  1978년 1월 3일~)는 쿠바의 역도 선수이다. 2008년 하계 올림픽 남자 라이트급 종목에서 동메달을 획득했으며 팬아메리칸 게임에서 금메달 2개를 획득했다.